# Rosa Tahedlová
Rosa Tahedlová, nepřechýleně Rosa Tahedl (10. srpna 1917 Dobrá – 14. června 2006 Runding) byla německá učitelka, spisovatelka a básnířka pocházející z Volarska.

## Život
Narodila se v rodině železničáře Wilhelma Tahedla (1849–1928) a chalupnice Barbary Bär (1887-1957). Absolvovala obecnou školu v Dobré a měšťanskou školu ve Volarech. Potom studovala německý učitelský ústav v Českých Budějovicích. Studium zakončila maturitou s vyznamenání. Po maturitě nemohla najít místo a proto pracovala jako domácí učitelka. Po připojení Volarska k Německé říši působila jako učitelka v Dobré, v Českých Žlebech, Zátoni, Krásné Hoře, Uhlíkově, Bučině a v učitelském ústavu v Prachaticích.
Po skončení druhé světové války ztratila možnost pracovat jako učitelka. Rodina nebyla odsunuta, protože její otec byl pro provoz železnice potřebným pracovníkem. Rosa pak pracovala 18 let jako lesní dělnice. V roce 1964 bylo rodině dovoleno vystěhování do Německa. Přesídlili do obce Runding v okresu Cham. Zde začala opět učit a byla zástupkyní ředitele školy až do odchodu do důchodu v roce 1980.
Po roce 1980 se věnovala své básnické a spisovatelské činnosti. Angažovala se také v Šumavském domovském okresu Prachatice se sídlem v Ingolstadtu a v Sudetoněmeckém krajanském sdružení. Za tuto činnost obdržela řadu ocenění, například Čestný odznak bavorského ministerského předsedy za zásluhy v čestných funkcích, Medaile Adalberta Stiftera, Stříbrné čestné vyznamenání okresu Cham a další.

## Dílo
- 1984 Historický vývoj a vlastivědný přehled - okres Prachatice (Šumavský domovský spolek Prachatice : Ingolstadt)
- 1985 Stožec v dávných časech
- 1987 Sternreischtn : ein Lichtbogen über einem Böhmerwalddorf (Morsak : Grafenau) - historie vzniku vesnice Dobrá na Šumavě, líčení života, zvyků, obyčejů a zániku obce po druhé světové válce
- 1988 Pamětní kámen na faře Knížecí Pláně, in Krásný bavorský les, č. 64
- 1989 Sněžné vesnice a obce v okolí Šumavy (vlastní náklad : Augsburg)
- 1989 Adalbert Stifter - Pomník od šumavských obyvatel (Německý šumavský spolek)
- 1990 Abenteuer unter dem Roten Stern (Dobrodružství pod rudou hvězdou) - zkušenosti ze života očité svědkyně, lesní dělnice v komunistickém Československu v letech 1947 - 1964 (Morsak : Grafenau)
- 1994 Van Wold bin i außer (Sem venku z lesa) - povídky a básně v šumavském dialektu (Neustadt : Scriptor, Verl. für Musik und Mundart)
- 1997 Wo die Steine reden (Kde kameny mluví) Dorfmeister : Tittling
- 1998 Erlebtes und Erlauschtes aus dem Böhmerwald (Prožité a vyslechnuté ze Šumavy) (Dorfmeister : Tittling)
- 2001 Jahresringe um ein Dorf im Böhmerwald (Letokruhy kolem vesnice na Šumavě) (Morsak : Grafenau)
- 2001 Skrytý poklad na Třístolečníku
- 2003 Die Mali - Lebenslinien einer Frau aus dem Böhmerwald (Mali - život ženy na Šumavě) (Dorfmeister : Tittling) ISBN 978-3000035845

## Připomínka
O životě a díle Rosy Tahedl sestavil Šumavský spolek ve Vídni putovní výstavu, která byla na území České republiky instalována například v Prachaticích či ve Volarech.